# Rhenea
Rhenea is een geslacht van vlinders van de familie tandvlinders (Notodontidae), uit de onderfamilie Notodontinae.

## Soorten
- R. arcuata Kiriakoff, 1968
- R. circumcincta (Saalmüller, 1880)
- R. mediata (Walker, 1865)
- R. monotonia Kiriakoff, 1965
- R. rufescens Kiriakoff, 1954